# Sidonaster vaneyi
Sidonaster vaneyi är en sjöstjärneart som beskrevs av Jean Baptiste François René Koehler 1909. Sidonaster vaneyi ingår i släktet Sidonaster och familjen Porcellanasteridae. Inga underarter finns listade i Catalogue of Life.